# Орлов, Михаил Петрович
Михаил Петрович Орлов (25 октября 1907 — 2 февраля 2001) — штурман эскадрильи 7-го гвардейского авиационного полка (54-я авиационная дивизия, авиация дальнего действия), гвардии майор.

## Биография
Родился 25 октября 1907 года в посёлке Нижний Баскунчак ныне Астраханской области.
В Красной Армии с 1929 года. На фронтах Великой Отечественной войны с июня 1941 года.
К 1944 году совершил 205 ночных вылетов на бомбардировку важных военно-промышленных объектов в глубоком тылу противника, его аэродромов, скоплений войск.
Звание Героя Советского Союза с вручением ордена Ленина и медали «Золотая Звезда» присвоено 29 июня 1945 года.
С 1957 года в отставке. Жил в городе Ломоносов Ленинградской области.
Умер 2 февраля 2001 года, похоронен на Иликовском кладбище в Ломоносове.